# A Fairly Odd Summer
A Fairly Odd Summer (en español, Los padrinos mágicos: un verano bastante extraño o Un paraíso mágico) es una película para televisión estadounidense de comedia e imagen real animada y de acción en vivo de 2014, secuela del telefilme A Fairly Odd Christmas. Se estrenó el 2 de agosto de 2014. Es la tercera y última entrega de la trilogía de películas de acción real derivadas de Los padrinos mágicos, que comenzó con la primera película A Fairly Odd Movie: Grow Up, Timmy Turner! (2011) y continuó con su primera secuela.
La película fue lanzada en DVD el 28 de octubre de 2014, y en Blu-ray el 4 de diciembre de 2015. 

## Sinopsis
Luego de la aventura anterior, Jorgen Von Strangle le asigna a Timmy Turner un trabajo de verano en Fairy World's Yuck Factory, quien insiste en que asuma la responsabilidad de convertirse en adulto, algo en lo que sus propias hadas están de acuerdo. Timmy, a pesar de no estar feliz porque no podrá disfrutar de unas vacaciones de verano, elige hacerlo para impresionar a Tootie, quien ahora trabaja para el Centro de Investigación Help Creatures Dimmsdale.
Un día después del trabajo, Timmy visita a Tootie en el centro y descubre consternado que el director del centro desea que ella entregue una cura de gas especial para delfines manchados raros en Hawái, que estará contenida en un vial del mismo tamaño y forma del bálsamo labial de Timmy. En una confusión y totalmente inconsciente de ello, Timmy deja su bálsamo labial junto a la cura de gas, y sin darse cuenta este es empaquetado por Tootie en un estuche de viaje por error mientras Timmy guarda la cura de gas en un toma el vial de la cura. 
Más tarde, al regresar a casa, Timmy se sorprende al descubrir que sus padres también van a ir a Hawái, luego de que la compañía de lápices del Sr. Turner lo eligiera para las próximas vacaciones de la compañía. El Sr. Turner revela además que se le encomendó estar a cargo del entretenimiento, haciendo bailes de fuego y dándole el dinero para hacerlo, solo para aprender de Timmy después de leer la nota que su jefe le dio con más detalle, que será despedido si no lo hace. Mientras tanto, dos niños de una familia rica, Marty y Mitzy, están emocionados por ir a Hawái, hasta que se enteran de que sus padres no irán, sino que los enviarán con una niñera, que resulta ser Vicky.
En el Mundo Mágico, Jorgen promueve a Timmy para que supervise la fuente de toda la magia de las hadas, Abracadabraium, mientras él está en Hawái compitiendo en el concurso de bíceps de bronce. Para su disgusto, Timmy acepta el trabajo, pero mientras se prepara para almorzar, Timmy descubre que su padre empacó el cheque que le habían dado dentro de su sándwich por error, al tiempo que descubre que Tootie tomó por error su bálsamo labial y no la cura de gas. Buscando evitar ambos sufrimientos por estos pequeños accidentes, Timmy decide poner rumbo a Hawái, llevándose consigo el Abracadabraium en una bolsa de bolos. Mientras tanto, la contraparte de Poof, Foop, que lo había estado espiando, se reúne con el consejo de Anti-Hadas por el fracaso en destruir a las hadas de Timmy y promete encontrar una nueva forma de hacerlo persiguiendo el Abracadabraium y destruyéndolo, a pesar del hecho que ningún anti-hada puede tocarlo debido a la buena magia almacenada en él. El consejo le ordena que lo haga, despojándolo de su botella, la fuente de su magia, para asegurarse de que complete su tarea para evitar un castigo horrible. Dirigiéndose a Hawái, Foop se encuentra con el Sr. Crocker en el aeropuerto, después de que su madre lo enviara allí con la esperanza de curar su obsesión por las hadas. Al darse cuenta de que Foop planea causar travesuras a Timmy y destruir Fairy World, Crocker accede a ayudarlo a adquirir el Abracadabraium.
Después de devolverle el cheque a su padre y devolverle la cura de gases a Tootie para salvar el trabajo de los dos, Timmy decide relajarse con Tootie y sus hadas en la playa. Mientras lo hacen, él y Tootie se encuentran con Marty y Mitzy, quienes se habían escapado de Vicky después de que ella los maltratara en sus vacaciones, y los ayudaron a escapar de ella para que pudieran divertirse. Pero mientras se relaja, Crocker, a quien el Sr. Turner le da el dinero para la danza del fuego, y Foop, habiendo tomado forma humana, distraen con éxito a la pareja y roban la bolsa que lleva el Abracadabraium de Timmy, poniendo pronto al Mundo Mágico Fairy World en peligro, y debilitando a Cosmo, Wanda y Poof. Al darse cuenta de que ha sido engañado, Jorgen pronto ve a Timmy, Jorgen se enfurece porque Timmy perdió el Abracadaraium; su ira cambia su piel, lo que hace que pierda en el concurso de bíceps de bronce. Buscando recuperar el Abracadabrium, la pareja y las hadas reclutan a Marty y Mitzy para ayudar y pronto descubren que Foop planea dejarlo caer en una piscina de lava dentro de un volcán. Al llegar para detenerlo, el grupo descubre que Crocker, que planeaba dejarlo caer, se vio afectado por él, se volvió bueno y se negó a hacer lo que Foop quiere. Enojado, Foop se arriesga a tocar la sustancia para destruirla, lo que hace que Timmy luche con él para recuperarla y finalmente caiga a la lava con ella. Para sorpresa de los demás, Timmy sobrevive y se convierte en un hada (su apariencia es la de su personaje de dibujos animados en su juventud sin los dientes de conejo) después de absorber algunos de los poderes del Abracadabraium. Foop desafiante jura venganza, pero Poof pronto lo despide, mientras que Crocker pronto vuelve a su estado normal.
Ahora que Timmy es un hada, Jorgen reasigna a Cosmo, Wanda y Poof a Marty y Mitzy, quienes afirma que los merecen, todo mientras los deja cerca para que Timmy los vea. Timmy pronto usa sus poderes de hada para salvar el trabajo de su padre creando un baile de fuego para él con Crocker en él, después de enterarse de que tomó el dinero. Mientras Marty y Mitzy se deleitan en tener hadas, convirtiendo a Vicky en un conejo, Tootie declara que necesitará tiempo para acostumbrarse a Timmy como hada, antes de bailar con él. El escenario enciende fuegos artificiales y Poof despide a la audiencia con un "¡Aloha!" .
En el epílogo, Foop es enviado por el desagüe, lo que describe como un "horror indescriptible".

## Elenco

### Actores en vivo
- Drake Bell como Timmy Turner
- Daniella Monet como Tootie
- Daran Norris como el Sr. Turner
- Teryl Rothery como la Sra. Turner
- David Lewis como Denzel Crocker
- Mark Gibbon como Jorgen Von Strangle
- Devon Weigel como Vicky
- Carter Hastings como Marty
- Ella Anderson como Mitzy
- Ali Liebert como Mrs. Mulligan
- Vincent Tong como Dr. Flemmish
- Scott Baio como Foop
- Butch Hartman como Hombre Loco

### Elenco de voz animado
- Daran Norris como Cosmo (voz)
- Susanne Blakeslee como Wanda (voz)
- Tara Strong como Timmy Turner (reprising role from The Fairly OddParents), Poof (voz)
- Eric Bauza como Foop (voz)
- Veena Sood como Anti-Fairy Councilman (voz)

## Calificaciones
La película recibió 2,79 millones de espectadores y una calificación de 0,5 en la audiencia 18-49.